# 1409 год
1409 (ты́сяча четы́реста девя́тый) год  по юлианскому календарю — невисокосный год, начинающийся во вторник. Это 1409 год нашей эры, 9‑й год 1‑го десятилетия XV века 2‑го тысячелетия, 10‑й год 1400‑х годов. Он закончился 616 лет назад.
| Пн | Вт | Ср | Чт | Пт | Сб | Вс |
|    | 1  | 2  | 3  | 4  | 5  | 6  |
| 7  | 8  | 9  | 10 | 11 | 12 | 13 |
| 14 | 15 | 16 | 17 | 18 | 19 | 20 |
| 21 | 22 | 23 | 24 | 25 | 26 | 27 |
| 28 | 29 | 30 | 31 |    |    |    |

| Пн | Вт | Ср | Чт | Пт | Сб | Вс |
|    |    |    |    | 1  | 2  | 3  |
| 4  | 5  | 6  | 7  | 8  | 9  | 10 |
| 11 | 12 | 13 | 14 | 15 | 16 | 17 |
| 18 | 19 | 20 | 21 | 22 | 23 | 24 |
| 25 | 26 | 27 | 28 |    |    |    |

| Пн | Вт | Ср | Чт | Пт | Сб | Вс |
|    |    |    |    | 1  | 2  | 3  |
| 4  | 5  | 6  | 7  | 8  | 9  | 10 |
| 11 | 12 | 13 | 14 | 15 | 16 | 17 |
| 18 | 19 | 20 | 21 | 22 | 23 | 24 |
| 25 | 26 | 27 | 28 | 29 | 30 | 31 |

| Пн | Вт | Ср | Чт | Пт | Сб | Вс |
| 1  | 2  | 3  | 4  | 5  | 6  | 7  |
| 8  | 9  | 10 | 11 | 12 | 13 | 14 |
| 15 | 16 | 17 | 18 | 19 | 20 | 21 |
| 22 | 23 | 24 | 25 | 26 | 27 | 28 |
| 29 | 30 |    |    |    |    |    |

| Пн | Вт | Ср | Чт | Пт | Сб | Вс |
|    |    | 1  | 2  | 3  | 4  | 5  |
| 6  | 7  | 8  | 9  | 10 | 11 | 12 |
| 13 | 14 | 15 | 16 | 17 | 18 | 19 |
| 20 | 21 | 22 | 23 | 24 | 25 | 26 |
| 27 | 28 | 29 | 30 | 31 |    |    |

| Пн | Вт | Ср | Чт | Пт | Сб | Вс |
|    |    |    |    |    | 1  | 2  |
| 3  | 4  | 5  | 6  | 7  | 8  | 9  |
| 10 | 11 | 12 | 13 | 14 | 15 | 16 |
| 17 | 18 | 19 | 20 | 21 | 22 | 23 |
| 24 | 25 | 26 | 27 | 28 | 29 | 30 |

| Пн | Вт | Ср | Чт | Пт | Сб | Вс |
| 1  | 2  | 3  | 4  | 5  | 6  | 7  |
| 8  | 9  | 10 | 11 | 12 | 13 | 14 |
| 15 | 16 | 17 | 18 | 19 | 20 | 21 |
| 22 | 23 | 24 | 25 | 26 | 27 | 28 |
| 29 | 30 | 31 |    |    |    |    |

| Пн | Вт | Ср | Чт | Пт | Сб | Вс |
|    |    |    | 1  | 2  | 3  | 4  |
| 5  | 6  | 7  | 8  | 9  | 10 | 11 |
| 12 | 13 | 14 | 15 | 16 | 17 | 18 |
| 19 | 20 | 21 | 22 | 23 | 24 | 25 |
| 26 | 27 | 28 | 29 | 30 | 31 |    |

| Пн | Вт | Ср | Чт | Пт | Сб | Вс |
|    |    |    |    |    |    | 1  |
| 2  | 3  | 4  | 5  | 6  | 7  | 8  |
| 9  | 10 | 11 | 12 | 13 | 14 | 15 |
| 16 | 17 | 18 | 19 | 20 | 21 | 22 |
| 23 | 24 | 25 | 26 | 27 | 28 | 29 |
| 30 |    |    |    |    |    |    |

| Пн | Вт | Ср | Чт | Пт | Сб | Вс |
|    | 1  | 2  | 3  | 4  | 5  | 6  |
| 7  | 8  | 9  | 10 | 11 | 12 | 13 |
| 14 | 15 | 16 | 17 | 18 | 19 | 20 |
| 21 | 22 | 23 | 24 | 25 | 26 | 27 |
| 28 | 29 | 30 | 31 |    |    |    |

| Пн | Вт | Ср | Чт | Пт | Сб | Вс |
|    |    |    |    | 1  | 2  | 3  |
| 4  | 5  | 6  | 7  | 8  | 9  | 10 |
| 11 | 12 | 13 | 14 | 15 | 16 | 17 |
| 18 | 19 | 20 | 21 | 22 | 23 | 24 |
| 25 | 26 | 27 | 28 | 29 | 30 |    |

| Пн | Вт | Ср | Чт | Пт | Сб | Вс |
|    |    |    |    |    |    | 1  |
| 2  | 3  | 4  | 5  | 6  | 7  | 8  |
| 9  | 10 | 11 | 12 | 13 | 14 | 15 |
| 16 | 17 | 18 | 19 | 20 | 21 | 22 |
| 23 | 24 | 25 | 26 | 27 | 28 | 29 |
| 30 | 31 |    |    |    |    |    |

## События

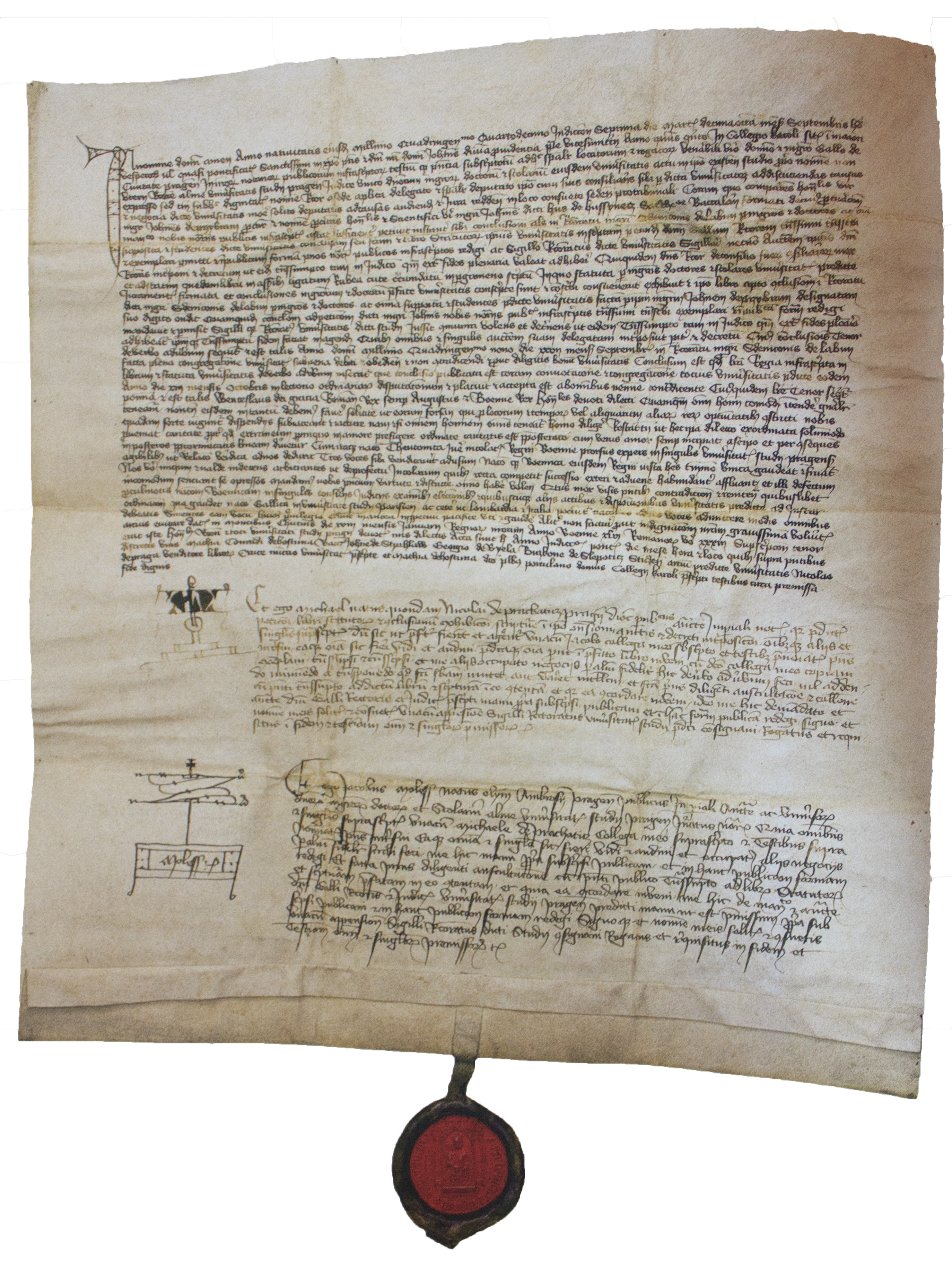
Кутногорский декрет

- 1350—1490 — Борьба <<трески>> и <<крючков>>. Серия внутренних военных конфликтов, в основном, вокруг титула графа Голландии[1].
- 1353—1420 — Сардинско-арагонская война (третий этап 1390-1420). Военный конфликт между юдикатом Арборея, союзником сардинской ветви семьи Дориа, и Генуей и Сардинским королевством, последнее из которых было частью Арагонской короны[2].
- 1385—1424 — Сорокалетняя война на территории современной Мьянмы между мьянманским государством Ава и монским государством Хантавади[3].
- 1400—1415 — восстание Оуайна Глиндура в Уэльсе (Англия)[4].
- 1401—1429 — Аппенцелльские войны[5].
- 1402—1413 — Османское междуцарствие, после поражения султана Баязида I от Тамерлана в Ангорской битве[6].
- 1404—1417 — восстание Константина и Фружина. Первое болгарское восстание против Османской империи[7].
- 1407—1427 — Четвёртое китайское завоевание государства вьетов[8].
- 1407—1435 — война арманьяков и бургиньонов[9].
- 1 января — английские войска захватили резиденцию валлийского лидера Оуайна Глиндура замок Харлек. Падение Харлека и пленение семьи Глиндура фактически стало окончанием восстания валлийцев.
- 18 января — король Чехии Вацлав IV подписал так называемый Кутногорский декрет, по которому в Карловом университете Праги чехи имели три голоса, а остальные народы только один. В защиту этого указа был приведён пример Парижского университета и некоторых итальянских, где решающий голос также имели соответствующие народы.
- 25 марта — открылся Пизанский собор. Непризнанный вселенский собор католической церкви, на котором была предпринята попытка прекратить многолетний церковный раскол путём одновременного отречения пап Бенедикта XIII и Григория XII. Однако, вместо того, чтобы закончить раскол, собор избрал третьего папу — Александра V[10].
- 30 июня — Битва при Санлури — сражение, состоявшееся между армией сардинского юдиката Арборея и арагонской армией во главе с королём Сицилии Мартином I в ходе сардинско-арагонской войны. Арборейская армия была полностью разбита. Ущемлённые народы пытались вернуть себе прежнее право голоса и даже посылали своего представителя на собор в Пизу. Однако все попытки не были успешны, и все преподаватели вместе со студентами в знак протеста покинули университет, основав новый немецкоговорящий Лейпцигский университет.

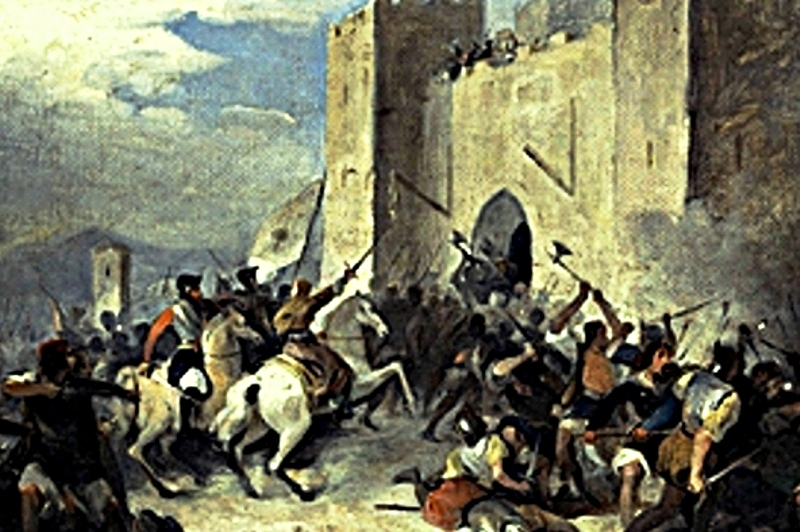
Джованни Мареинотти Битва при Санлури

- 19 июля — воспользовавшись тяжёлым положением Венгрии после Крестового похода против османов 1396 года, Венеция купила у неё Далмацию за 100 000 дукатов.
- 1 октября 1409—20 сентября 1410 — битва за Рим. Сражение между Неаполитанским королевством и коалицией Папского государства, Болоньи, Сиенской и Флорентийской республик за столицу Папского государства Рим[11].
- Войку Хуньяди за боевые заслуги получил от короля Сигизмунда в дар земли и крепость — будущий замок Корвинов в Хунедоаре.
- Захват Тевтонским орденом в союзе с Бранденбургским маркграфом польских земель на правом берегу Вислы (выше Торуни). Начало Великой войны между орденом и Польшей и Литвой. Восстание против ордена в Жемайтии. Немцы изгнаны из Жемайтии.
- Султан Шахрух переносит столицу в Герат, а Мавераннахр отдаёт в удел старшему сыну Улугбеку. Другим сыновьям и внукам Шахруха выделены уделы в Западном Иране.
  - Самарканд превращается в крупный центр научной и культурной жизни.
- Зиан Динь по ложному доносу казнил Данг Тата. Зиан Динь разбит, взят в плен и увезён в Китай. Восстание поднял Чан Куи Кхоанг.

### ВКЛ
- 1409—1411 — Великая война Великого княжества литовского с Тевтонским орденом[12].
- Свидригайло возвращается в ВКЛ из Орды, куда он отъехал в 1408 году во время набега Едигея на Московское великое княжество, и после очередной попытки завязать контакты с Тевтонским орденом был арестован и посажен в Кременецкий замок на Волыни, откуда бежал в 1418 году[13].

## Русь
Правление: 1389—1425 — Василий I Дмитриевич
- 1406—1409 — заканчивается псковско-ливонская война[14].
  - Февраль — ливонцы предприняли поход на Запсковье, но были отброшены псковским отрядом охочих людей во главе с Аристом Картачевичем[14].
  - Вторично ливонцами осаждено Велье (первый раз в 1408), но также неудачно[14].
  - В ходе боевых действий отдельные отряды ливонцев проникали в Новгородскую землю, в которой грабили и выводили полон[14].
  - Лето — на фоне Угорского договора Литвы и Москвы 1408 года, делавшего проблематичным дальнейшее участие Литвы в войне, Ливонский орден пошёл на подписание мирного договора с Псковом. Мир был заключён на съезде в Кирьемпе[14].
- Лето — с целью нанесения военного и экономического ущерба конкурентам Великого Новгорода и Вятки в торговле на реке Волга, состоялось два похода судовой рати. Первый поход — разорение новгородцами части земель Булгарского улуса на реке Каме. Получение бояриным и воеводой Анфалом Никитиным военной контрибуции от правителей Великих Болгар в Джаке-тау (Жукотин). Второй поход — поражение судовой рати во главе с Анфалом Никитиным, его пленение и отсылка в Золотую Орду на суд хана[15].
- Василий I торжественно принимает в Москве прибывшего из Константинополя митрополита Фотия[16].
- Конец 1409/начало 1410 — впервые упоминается в духовной грамоте серпуховско-боровского князя Владимира Андреевича г. Малоярославец[17].
- Около 1409/10 — впервые упоминается Бадеева слободка (сов. г. Чехов)[18].

## Начало правления
См. также: Список глав государств в 1409 году
- 1409—1413 — король Вьетнама Чан Куи Кхоанг. Девиз «Многократное сияние».
- 1409—1447 — султан Мавераннахра Улугбек.
- 1409—1414 — правитель Ирана Халиль-Султан.

## Наука и искусство

Логотип Лейпцигского университета

2 декабря — открылся Лейпцигский университет, второй по старшинству университет на территории современной Германии.

## Родились
См. также: Категория:Родившиеся в 1409 году

## Скончались
См. также: Категория:Умершие в 1409 году